# Mangshia elongata
Mangshia elongata är en stekelart som beskrevs av Van Achterberg och Chen 2004. Mangshia elongata ingår i släktet Mangshia och familjen bracksteklar. Inga underarter finns listade i Catalogue of Life.